# Mesoleptus concors
Mesoleptus concors là một loài tò vò trong họ Ichneumonidae.